# Serie C 1948-1949
La Serie C 1948-1949 fu l'11ª edizione della terza categoria del campionato italiano di calcio, la prima gestita dalla Lega Nazionale.

## Avvenimenti
Dopo anni di continua inflazione di società partecipanti, nel 1948 la FIGC riportò la Serie C al suo formato originario strutturato su quattro gironi. Le squadre iscritte furono 82, di cui trentadue provenienti dalla Serie B (tranne il Rieti che non si iscrisse) e cinquanta già appartenenti alla categoria.
In tutti i gironi la lotta fu molto serrata e combattuta. Al Centronord la vittoria sorrise a Fanfulla e Udinese, che ritrovarono così subito la serie cadetta. Lo stesso accadde anche al Prato, che però riuscì a sconfiggere solo dopo due spareggi l'opposizione della Carrarese. Ancora più tortuosa fu la strada che portò in Serie B il Catania, vincitore del girone del Sud. I rossazzurri si erano infatti classificati primi, ma alla vigilia dell'ultima giornata di campionato, che per il Catania prevedeva un turno di riposo, la giustizia sportiva trasformò il pareggio contro l'Igea Virtus conquistato dagli etnei alla fine del girone di andata in sconfitta a tavolino, causa il tesseramento irregolare di un giocatore. L'Avellino ne approfittò agganciando in extremis la prima piazza vincendo l'ultima gara interna. Il conseguente spareggio, disputato all'Arena Civica di Milano, vide prevalere gli irpini per 1-0, ma poi la società campana fu condannata per illecito sportivo per aver pagato un premio allo Stabia per battere il Catania e per aver addomesticato allo stesso modo lo scontro diretto con gli stessi cugini di Castellamare. Scoperto l'illecito grazie alla confessione di un ex-giocatore dell'Avellino, il Catania vide riconosciute le proprie ragioni e poté festeggiare la promozione fra i cadetti, mentre i "lupi" si ritrovarono catapultati dal sogno della B alla retrocessione a tavolino in Promozione.
Nei bassifondi delle classifiche, infine, dove si era deciso di retrocedere le ultime tre classificate di ogni girone, furono numerosi i casi di società che, appena giunte dalla divisione cadetta, compirono il triste salto diretto in Promozione: il Vigevano, il Magenta, il Suzzara, la Centese, il Viareggio, il Gubbio e la Scafatese. Anzi, per tre di loro, e cioè i mantovani, gli umbri e i salernitani, il pregresso sforzo economico profuso per l'esagerata permanenza in C fu tale da portarli al dissesto finanziario e alla conseguente ripartenza immediata dai campionati regionali.

## Girone A
L'esito del girone A fu turbato a tavolino dal caso del giocatore Carlo Brasca del Magenta. Dopo la fine del campionato, infatti, venne accolto in ritardo dalla Federazione un ricorso contro il giocatore magentino in quanto irregolarmente tesserato dal club mentre era già legato ad un'altra squadra. Ciò comportò la sconfitta a tavolino del Magenta in tutte le partite in cui era sceso in campo Brasca: la pesante penalizzazione non cambiò l'esito della stagione del Magenta, che era già retrocesso sul campo, ma fu di vitale importanza per altre due società, in quanto il Piacenza recuperò due punti che gli permisero di superare il Vigevano e di salvarsi. La squadra della provincia pavese alzò tuttavia comprensibili vibranti proteste, in quanto si era di fatto ritrovata retrocessa a tavolino senza aver avuto la benché minima parte nello scandalo Brasca. La Federazione fu comunque inflessibile nell'applicare burocraticamente il regolamento, ma il diffuso discredito che gli organi federali si erano tirati addosso per l'ingarbugliata vicenda li convincerà poi nel 1950 a ripescare il Vigevano.

### Squadre partecipanti
| Club           | Stagione | Città                  | Stadio                        | Stagione precedente                                   |
| -------------- | -------- | ---------------------- | ----------------------------- | ----------------------------------------------------- |
| Asti           | dettagli | Asti                   | Campo Comunale                | 2° in Serie C Lega Nord/C                             |
| Biellese       | dettagli | Biella (VC)            | Stadio Lamarmora              | 1° in Serie C Lega Nord/C                             |
| Casale         | dettagli | Casale Monferrato (AL) | Stadio Natale Palli           | 1° in Serie C Lega Nord/D                             |
| Crema          | dettagli | Crema (CR)             | Stadio comunale               | 8° in Serie B/A, retrocesso                           |
| Fanfulla       | dettagli | Lodi (MI)              | Stadio Dossenina              | 11° in Serie B/A, retrocesso                          |
| Fossanese      | dettagli | Fossano (CN)           | Campo Comunale                | 2° in Serie C Lega Nord/A                             |
| Gallaratese    | dettagli | Gallarate (VA)         | Stadio Alessandro Maino       | 10° in Serie B/A, retrocesso                          |
| Magenta        | dettagli | Magenta (MI)           | Campo Comunale                | 16° in Serie B/A, retrocesso                          |
| Monza          | dettagli | Monza (MI)             | Stadio San Gregorio           | 2° in Serie C Lega Nord/F                             |
| Mortara        | dettagli | Mortara (PV)           | Stadio Comunale               | 2° in Serie C Lega Nord/D                             |
| Parabiago      | dettagli | Parabiago (MI)         | Stadio civico Libero Ferrario | 1° in Serie C Lega Nord/E                             |
| Piacenza       | dettagli | Piacenza               | Stadio Barriera Genova        | 9° in Serie B/B, retrocesso                           |
| Pro Lissone    | dettagli | Lissone (MI)           | Campo della Palestra          | 2° in Serie C Lega Nord/E                             |
| Pro Vercelli   | dettagli | Vercelli               | Stadio Leonida Robbiano       | 13° in Serie B/A, retrocesso                          |
| Sanremese      | dettagli | Sanremo (IM)           | Stadio comunale               | 3° in Serie C Lega Nord/A, retrocesso e poi riammesso |
| Savona         | dettagli | Savona                 | Campo di Corso Ricci          | 1° in Serie C Lega Nord/A                             |
| Sestrese       | dettagli | GE-Sestri Ponente      | Campo Giuseppe Piccardo       | 2° in Serie C Lega Nord/B                             |
| Sestri Levante | dettagli | Sestri Levante (GE)    | Stadio Giuseppe Sivori        | 1° in Serie C Lega Nord/B                             |
| Varese         | dettagli | Varese                 | Campo di Masnago              | 14° in Serie B/A, retrocesso                          |
| Vigevano       | dettagli | Vigevano (PV)          | Stadio Dante Merlo            | 9° in Serie B/A, retrocesso                           |
| Vita Nova      | dettagli | Ponte San Pietro (BG)  | Stadio Matteo Legler          | 15° in Serie B/A, retrocesso                          |
| Vogherese      | dettagli | Voghera (PV)           | Stadio comunale               | 17° in Serie B/A, retrocesso                          |

### Classifica finale
|  | Pos. | Squadra        | Pt | G  | V  | N  | P  | GF | GS | DR  |
|  | ---- | -------------- | -- | -- | -- | -- | -- | -- | -- | --- |
|  | 1.   | Fanfulla       | 56 | 42 | 23 | 10 | 9  | 83 | 39 | +44 |
|  | 2.   | Savona         | 55 | 42 | 22 | 11 | 9  | 71 | 44 | +27 |
|  | 3.   | Mortara        | 53 | 42 | 23 | 7  | 12 | 75 | 58 | +17 |
|  | 4.   | Sanremese      | 51 | 42 | 21 | 9  | 12 | 71 | 46 | +25 |
|  | 5.   | Casale         | 48 | 42 | 19 | 10 | 13 | 82 | 71 | +11 |
|  | 5.   | Vogherese      | 48 | 42 | 21 | 6  | 15 | 68 | 59 | +9  |
|  | 7.   | Pro Vercelli   | 47 | 42 | 20 | 7  | 15 | 78 | 66 | +12 |
|  | 7.   | Biellese       | 47 | 42 | 18 | 11 | 13 | 76 | 65 | +11 |
|  | 7.   | Gallaratese    | 47 | 42 | 20 | 7  | 15 | 62 | 53 | +9  |
|  | 10.  | Varese (-1)    | 44 | 42 | 19 | 7  | 16 | 59 | 54 | +5  |
|  | 11.  | Crema          | 42 | 42 | 17 | 8  | 17 | 75 | 66 | +9  |
|  | 11.  | Monza          | 42 | 42 | 16 | 10 | 16 | 82 | 74 | +8  |
|  | 13.  | Fossanese      | 41 | 42 | 14 | 13 | 15 | 64 | 69 | −5  |
|  | 14.  | Pro Lissone    | 39 | 42 | 15 | 9  | 18 | 58 | 71 | −13 |
|  | 15.  | Asti           | 36 | 42 | 14 | 8  | 20 | 58 | 58 | 0   |
|  | 15.  | Vita Nova      | 36 | 42 | 14 | 8  | 20 | 60 | 73 | −13 |
|  | 15.  | Parabiago      | 36 | 42 | 14 | 8  | 20 | 55 | 74 | −19 |
|  | 18.  | Piacenza       | 35 | 42 | 13 | 9  | 20 | 52 | 65 | −13 |
|  | 18.  | Sestrese       | 35 | 42 | 15 | 5  | 22 | 60 | 79 | −19 |
|  | 20.  | Vigevano       | 34 | 42 | 11 | 12 | 19 | 47 | 64 | −17 |
|  | 21.  | Sestri Levante | 30 | 42 | 11 | 8  | 23 | 37 | 74 | −37 |
|  | 22.  | Magenta        | 21 | 42 | 7  | 7  | 28 | 33 | 84 | −51 |

Legenda:
      Promosso in Serie B 1949-1950.
      Retrocesso in Promozione 1949-1950.
Note:
Due punti a vittoria, uno a pareggio, zero a sconfitta.
Varese penalizzato con la sottrazione di 1 punto in classifica.

## Girone B

### Squadre partecipanti
| Club              | Stagione | Città                     | Stadio                       | Stagione precedente                                   |
| ----------------- | -------- | ------------------------- | ---------------------------- | ----------------------------------------------------- |
| Baracca Lugo      | dettagli | Lugo (RA)                 | Stadio comunale di via Viola | 1° in Serie C Lega Nord/L                             |
| Bolzano           | dettagli | Bolzano                   | Stadio Druso                 | 12° in Serie B/B, retrocesso                          |
| Bondenese         | dettagli | Bondeno (FE)              | Stadio comunale              | 1° in Serie C Lega Nord/L                             |
| Centese           | dettagli | Cento (FE)                | Stadio Loris Bulgarelli      | 18° in Serie B/B, retrocesso                          |
| Cesena            | dettagli | Cesena (FO)               | Ippodromo del Savio          | 2° in Serie C Lega Nord/M                             |
| Edera Trieste     | dettagli | Trieste                   | Campo di Montebello          | 1° in Serie C Lega Nord/I                             |
| Libertas Trieste  | dettagli | Trieste                   | Stadio comunale              | 2° in Serie C Lega Nord/I                             |
| Mantova           | dettagli | Mantova                   | Stadio John Robert Nation    | 10° in Serie B/B, retrocesso                          |
| Marzotto Valdagno | dettagli | Valdagno (VI)             | Stadio dei Fiori             | 2° in Serie C Lega Nord/G                             |
| Mestrina          | dettagli | VE-Mestre                 | Stadio Francesco Baracca     | 1° in Serie C Lega Nord/H                             |
| Montebelluna      | dettagli | Montebelluna (TV)         | Stadio San Vigilio           | 1° in Serie C Lega Nord/H                             |
| Omegna            | dettagli | Omegna (NO)               | Campo comunale               | 3° in Serie C Lega Nord/C                             |
| Pavia             | dettagli | Pavia                     | Stadio comunale              | 4° in Serie C Lega Nord/B, retrocesso e poi riammesso |
| Pro Gorizia       | dettagli | Gorizia                   | Stadio Campagnuzza           | 15° in Serie B/B, retrocesso                          |
| Marzoli Palazzolo | dettagli | Palazzolo sull'Oglio (BS) | Stadio comunale              | 1° in Serie C Lega Nord/F                             |
| Rovigo            | dettagli | Rovigo                    | Stadio comunale              | 1° in Serie C Lega Nord/G                             |
| Rimini            | dettagli | Rimini (FO)               | Stadio comunale              | 1° in Serie C Lega Nord/M                             |
| Suzzara           | dettagli | Suzzara (MN)              | Campo sportivo comunale      | 17° in Serie B/B, retrocesso                          |
| Treviso           | dettagli | Treviso                   | Stadio comunale              | 13° in Serie B/B, retrocesso                          |
| Udinese           | dettagli | Udine                     | Stadio Moretti               | 11° in Serie B/B, retrocesso                          |

### Classifica finale
|  | Pos. | Squadra           | Pt | G  | V  | N  | P  | GF | GS | DR  |
|  | ---- | ----------------- | -- | -- | -- | -- | -- | -- | -- | --- |
|  | 1.   | Udinese           | 54 | 38 | 24 | 6  | 8  | 72 | 38 | +34 |
|  | 2.   | Libertas Trieste  | 53 | 38 | 21 | 11 | 6  | 61 | 37 | +24 |
|  | 3.   | Treviso           | 50 | 38 | 22 | 6  | 10 | 67 | 47 | +20 |
|  | 4.   | Mestrina          | 46 | 38 | 18 | 10 | 10 | 85 | 48 | +37 |
|  | 5.   | Mantova           | 43 | 38 | 17 | 9  | 12 | 48 | 43 | +5  |
|  | 5.   | Pro Gorizia       | 43 | 38 | 16 | 11 | 11 | 49 | 39 | +10 |
|  | 7.   | Baracca Lugo      | 42 | 38 | 16 | 10 | 12 | 69 | 58 | +11 |
|  | 8.   | Cesena            | 41 | 38 | 16 | 9  | 13 | 50 | 45 | +5  |
|  | 9.   | Rimini            | 40 | 38 | 18 | 4  | 16 | 56 | 51 | +5  |
|  | 9.   | Bolzano           | 40 | 38 | 17 | 6  | 15 | 74 | 51 | +23 |
|  | 11.  | Pavia             | 39 | 38 | 16 | 7  | 15 | 75 | 68 | +7  |
|  | 12.  | Marzotto Valdagno | 38 | 38 | 16 | 6  | 16 | 55 | 70 | −15 |
|  | 12.  | Marzoli Palazzolo | 38 | 38 | 14 | 10 | 14 | 62 | 54 | +8  |
|  | 14.  | Omegna            | 30 | 38 | 11 | 8  | 19 | 46 | 68 | −22 |
|  | 15.  | Edera Trieste     | 29 | 38 | 10 | 9  | 19 | 52 | 64 | −12 |
|  | 15.  | Bondenese         | 29 | 38 | 10 | 9  | 19 | 38 | 55 | −17 |
|  | 17.  | Rovigo            | 28 | 38 | 9  | 10 | 19 | 44 | 80 | −36 |
|  | 18.  | Montebelluna      | 27 | 38 | 10 | 7  | 21 | 43 | 71 | −28 |
|  | 19.  | Suzzara           | 26 | 38 | 11 | 4  | 23 | 39 | 67 | −28 |
|  | 20.  | Centese           | 24 | 38 | 5  | 14 | 19 | 40 | 71 | −31 |

Legenda:
      Promosso in Serie B 1949-1950.
      Retrocesso in Promozione 1949-1950.
Note:
Due punti a vittoria, uno a pareggio, zero a sconfitta.

## Girone C

### Squadre partecipanti
| Club             | Città                                        | Stadio                     | Stagione precedente                                               |
| ---------------- | -------------------------------------------- | -------------------------- | ----------------------------------------------------------------- |
| Ancona           | Ancona                                       | Stadio Dorico              | 9° in Serie B/C, retrocesso                                       |
| Arezzo           | Arezzo                                       | Stadio comunale            | 1° in Serie C Lega Centro/N                                       |
| Cagliari         | Cagliari                                     | Stadio comunale            | 18° in Serie B/A, retrocesso                                      |
| Carbosarda       | Carbonia (CA)                                | Stadio comunale            | 2° in Serie C Lega Centro/P                                       |
| Carrarese        | Carrara (MS)                                 | Campo viale XX Settembre   | 16° in Serie B/B, retrocesso                                      |
| Grosseto         | Grosseto                                     | Stadio comunale            | 2° in Serie C Lega Centro/O                                       |
| Gubbio           | Gubbio (PG)                                  | Stadio San Benedetto       | 17° in Serie B/C, retrocesso                                      |
| Maceratese       | Macerata                                     | Stadio della Vittoria      | 1° in Serie C Lega Centro/Q                                       |
| Monsummanese     | Monsummano Terme (PT)                        | Stadio comunale            | 2° in Serie C Lega Centro/N                                       |
| Perugia          | Perugia                                      | Stadio Santa Giuliana      | 16° in Serie B/C, retrocesso                                      |
| Piombino         | Piombino (LI)                                | Stadio Magona d'Italia     | 1° in Serie C Lega Centro/O                                       |
| Pistoiese        | Pistoia                                      | Stadio di Monteoliveto     | 14° in Serie B/B, retrocesso                                      |
| Prato            | Prato (FI)                                   | Stadio Lungobisenzio       | 8° in Serie B/B, retrocesso                                       |
| Rosignano Solvay | Rosignano Solvay di Rosignano Marittimo (LI) | Campo Ernesto Solvay       | 4° in Serie C Lega Centro/O, retrocesso e poi riammesso d'ufficio |
| Sambenedettese   | San Benedetto del Tronto (AP)                | Stadio Tommaso Marchegiani | 2° in Serie C Lega Centro/Q                                       |
| Siena            | Siena                                        | Stadio del Rastrello       | 8° in Serie B/C, retrocesso                                       |
| Ternana          | Terni                                        | Stadio Viale Brin          | 11° in Serie B/C, retrocesso                                      |
| Tivoli           | Tivoli (RM)                                  | Campo Ripoli               | 1° in Serie C Lega Centro/P                                       |
| Viareggio        | Viareggio (LU)                               | Campo dei Pini             | 11° in Serie B/A, retrocesso                                      |
| Vigor Fucecchio  | Fucecchio (FI)                               | Stadio Filippo Corsini     | 3° in Serie C Lega Centro/N, retrocesso e poi riammesso d'ufficio |

### Classifica finale
|  | Pos. | Squadra          | Pt | G  | V  | N  | P  | GF | GS | DR  |
|  | ---- | ---------------- | -- | -- | -- | -- | -- | -- | -- | --- |
|  | 1.   | Prato            | 58 | 40 | 25 | 8  | 7  | 90 | 42 | +48 |
|  | 2.   | Carrarese        | 58 | 40 | 27 | 4  | 9  | 93 | 41 | +52 |
|  | 3.   | Grosseto         | 53 | 40 | 22 | 9  | 9  | 78 | 53 | +25 |
|  | 4.   | Piombino         | 48 | 40 | 17 | 14 | 9  | 60 | 36 | +24 |
|  | 5.   | Maceratese       | 46 | 40 | 20 | 6  | 14 | 69 | 53 | +16 |
|  | 6.   | Rosignano Solvay | 44 | 40 | 16 | 12 | 12 | 54 | 48 | +6  |
|  | 7.   | Monsummanese     | 43 | 40 | 18 | 7  | 15 | 62 | 58 | +4  |
|  | 8.   | Sambenedettese   | 41 | 40 | 18 | 5  | 17 | 73 | 60 | +13 |
|  | 9.   | Arezzo           | 40 | 40 | 17 | 6  | 17 | 58 | 48 | +10 |
|  | 9.   | Anconitana       | 40 | 40 | 16 | 8  | 16 | 70 | 67 | +3  |
|  | 9.   | Vigor Fucecchio  | 40 | 40 | 16 | 8  | 16 | 66 | 66 | 0   |
|  | 12.  | Pistoiese        | 38 | 40 | 16 | 6  | 18 | 62 | 67 | −5  |
|  | 12.  | Ternana          | 38 | 40 | 17 | 4  | 19 | 64 | 74 | −10 |
|  | 14.  | Carbosarda       | 37 | 40 | 15 | 7  | 18 | 59 | 76 | −17 |
|  | 15.  | Cagliari         | 36 | 40 | 13 | 10 | 17 | 48 | 60 | −12 |
|  | 15.  | Tivoli           | 36 | 40 | 12 | 12 | 16 | 49 | 63 | −14 |
|  | 17.  | Siena            | 34 | 40 | 12 | 10 | 18 | 45 | 63 | −18 |
|  | 18.  | Perugia          | 31 | 40 | 12 | 7  | 21 | 54 | 85 | −31 |
|  | 19.  | Massese          | 30 | 40 | 11 | 8  | 21 | 45 | 81 | −36 |
|  | 20.  | Viareggio        | 29 | 40 | 12 | 5  | 23 | 67 | 84 | −17 |
|  | 21.  | Gubbio           | 20 | 40 | 5  | 10 | 25 | 33 | 74 | −41 |

Legenda:
      Promosso in Serie B 1949-1950.
      Retrocesso in Promozione 1949-1950.
Note:
Due punti a vittoria, uno a pareggio, zero a sconfitta.
Prato promosso in Serie B dopo aver vinto gli spareggi con l'ex aequo Carrarese (due perché il primo è terminato in pareggio).

### Risultati

#### Spareggi promozione
|           | Risultati |       | Luogo e data           |
| --------- | --------- | ----- | ---------------------- |
| Carrarese | 3-3       | Prato | Padova, 10 giugno 1949 |
|           |           |       |                        |

- Ripetizione

|           | Risultati |       | Luogo e data            |
| --------- | --------- | ----- | ----------------------- |
| Carrarese | 0-1       | Prato | Ferrara, 17 giugno 1949 |
|           |           |       |                         |

## Girone D
L'esito del girone D fu turbato a tavolino dall'esito del Caso Catania-Avellino. Ad una giornata dal termine del torneo, infatti, la Federazione accolse in ritardo un ricorso avverso al Catania per la gara contro l'Igea Virtus del girone d'andata, nella quale era stato schierato un giocatore squalificato. Ciò permise all'Avellino di agganciare gli etnei e di vincere poi il conseguente spareggio per la promozione. Se non che i siciliani si rivolsero alla questura di Catania perché indagasse su voci di corruzione accusanti gli irpini. Le indagini diedero ragione ai rossazzurri, ma a questo punto intervenne la Lega Nazionale che dichiarò invalido tutto il girone meridionale, in quanto affetto da molteplici irregolarità sia da parte dei corruttori avellinesi, sia da parte dei siciliani per la violazione della clausola compromissoria per aver adito alla questura, sia da parte delle varie squadre corrotte. Contro la deliberazione della Lega, che in pratica cancellava sia le promozioni che le retrocessioni, fece ricorso alla CAF il Catania, che vinse in appello. Ciò comportò quindi la rovina dell'Avellino, che se dalla Lega si era visto sì cancellare la promozione, ma almeno confermare la permanenza in C, dalla CAF si vide retrocesso in Promozione. Anche per i campani, tuttavia, nel 1950 arriverà un'amnistia con il conseguente ripescaggio.

### Squadre partecipanti
| Club             | Città                          | Stadio                                  | Stagione precedente                                          |
| ---------------- | ------------------------------ | --------------------------------------- | ------------------------------------------------------------ |
| Acireale         | Acireale (CT)                  | Stadio comunale                         | 4° in Serie C Lega Sud/T, retrocesso e poi ammesso d'ufficio |
| Arsenale Messina | Messina                        | Stadio Giovanni Celeste                 | 4° in Serie C Lega Sud/T, retrocesso e poi ammesso d'ufficio |
| Avellino         | Avellino                       | Campo di Piazza d'Armi                  | 3° in Serie C Lega Sud/R, retrocesso e poi ammesso d'ufficio |
| Benevento        | Benevento                      | Campo sportivo Santa Maria degli Angeli | 2° in Serie C Lega Sud/R                                     |
| Brindisi         | Brindisi                       | Stadio comunale                         | 18° in Serie B/C, retrocesso                                 |
| Catania          | Catania                        | Stadio Cibali                           | 1° in Serie C Lega Sud/T                                     |
| Catanzaro        | Catanzaro                      | Stadio Militare                         | 2° in Serie C Lega Sud/S                                     |
| Cosenza          | Cosenza                        | Stadio Città di Cosenza                 | 10° in Serie B/C, retrocesso                                 |
| Crotone          | Crotone (CZ)                   | Stadio Ezio Scida                       | 3° in Serie C Lega Sud/S, retrocesso e poi ammesso d'ufficio |
| Drepanum         | Trapani                        | Campo Aula                              | 4° in Serie C Lega Sud/T, retrocesso e poi ammesso d'ufficio |
| Foggia           | Foggia                         | Stadio Pino Zaccheria                   | 1° in Serie C Lega Sud/S                                     |
| Igea Virtus      | Barcellona Pozzo di Gotto (ME) | Stadio comunale                         | 3° in Serie C Lega Sud/T, retrocesso e poi ammesso d'ufficio |
| Messina          | Messina                        | Stadio Giovanni Celeste                 | 7° in Serie C Lega Sud/T, retrocesso e poi ammesso d'ufficio |
| Nocerina         | Nocera Inferiore (SA)          | Campo Forino                            | 12° in Serie B/C, retrocesso                                 |
| Potenza          | Potenza                        | Stadio Alfredo Viviani                  | 6° in Serie C Lega Sud/S, retrocesso e poi ammesso d'ufficio |
| Reggina          | Reggio Calabria                | Stadio comunale                         | 2° in Serie C Lega Sud/T                                     |
| Scafatese        | Scafati (SA)                   | Stadio comunale 28 settembre 1943       | 12° in Serie B/C, retrocesso                                 |
| Stabia           | Castellammare di Stabia (NA)   | Stadio San Marco                        | 1° in Serie C Lega Sud/R                                     |
| Torrese          | Torre Annunziata (NA)          | Campo Formisano                         | 12° in Serie B/C, retrocesso                                 |

### Classifica finale
|  | Pos. | Squadra          | Pt       | G  | V  | N  | P  | GF | GS | DR  |
|  | ---- | ---------------- | -------- | -- | -- | -- | -- | -- | -- | --- |
|  | 1.   | Catania          | 45       | 34 | 16 | 13 | 5  | 48 | 27 | +21 |
|  | 2.   | Benevento        | 43       | 34 | 19 | 5  | 10 | 48 | 30 | +18 |
|  | 3.   | Reggina          | 42       | 34 | 17 | 8  | 9  | 53 | 42 | +11 |
|  | 4.   | Messina          | 40       | 34 | 15 | 10 | 9  | 56 | 32 | +24 |
|  | 5.   | Cosenza          | 35       | 34 | 14 | 7  | 13 | 51 | 53 | −2  |
|  | 6.   | Foggia           | 33       | 34 | 10 | 13 | 11 | 38 | 44 | −6  |
|  | 6.   | Stabia           | 33       | 34 | 12 | 9  | 13 | 38 | 44 | −6  |
|  | 6.   | Igea Virtus      | 33       | 34 | 11 | 11 | 12 | 48 | 53 | −5  |
|  | 6.   | Nocerina         | 33       | 34 | 12 | 9  | 13 | 46 | 57 | −11 |
|  | 6.   | Drepanum         | 33       | 34 | 11 | 11 | 12 | 33 | 32 | +1  |
|  | 11.  | Acireale         | 32       | 34 | 10 | 12 | 12 | 24 | 33 | −9  |
|  | 12.  | Brindisi         | 31       | 34 | 13 | 5  | 16 | 46 | 54 | −8  |
|  | 13.  | Crotone          | 29       | 34 | 10 | 9  | 15 | 37 | 47 | −10 |
|  | 14.  | Arsenale Messina | 28       | 34 | 10 | 8  | 16 | 50 | 48 | +2  |
|  | 14.  | Catanzaro        | 28       | 34 | 11 | 6  | 17 | 42 | 51 | −9  |
|  | 16.  | Torrese          | 25       | 34 | 8  | 9  | 17 | 41 | 54 | −13 |
|  | 17.  | Potenza          | 24       | 34 | 9  | 6  | 19 | 33 | 55 | −22 |
|  | 18.  | Avellino         | 45       | 34 | 18 | 9  | 7  | 58 | 33 | +25 |
|  | ---  | Scafatese        | Ritirata | -- | -- | -- | -- | -- | -- | --  |

Legenda:
      Promosso in Serie B 1949-1950.
      Retrocesso in Promozione 1949-1950.
Note:
Due punti a vittoria, uno a pareggio, zero a sconfitta.
L'Avellino ha vinto lo spareggio promozione contro l'ex aequo Catania, promozione che gli è poi stata revocata per illecito sportivo, e sostituita da retrocessione in Promozione regionale. In questo caso la classifica riporta il calendario modificato a posteriori dalla Giust. Sportiva, non quello esatto di fine stagione, previsto dalla prassi di Wikipedia in italiano, per il Calcio.
Scafatese ritirata dopo 12 partite e conseguentemente esclusa dal campionato (in seguito fallita); tutti i risultati da essa conseguiti sono stati annullati.

### Spareggio promozione
|          | Risultati |         | Luogo e data           |
| -------- | --------- | ------- | ---------------------- |
| Avellino | 1-0       | Catania | Milano, 29 giugno 1949 |
|          |           |         |                        |

L'esito di questo spareggio fu infine ininfluente, giacché in seguito l'Avellino fu punito con la retrocessione in Promozione dalla Giustizia Sportiva, ed al suo posto fu ammesso in Serie B il Catania.